# Adele Frances Bedell
Pour les articles homonymes, voir Bedell.
Adele Frances Bedell (Comté de Worcester, 1861 — 1957) est une artiste peintre américaine.

## Biographie
Adele Frances Bedell naît le 5 décembre 1861 à Dana (en), une ancienne ville du Comté de Worcester, dans l'État du Massachusetts, au nord-est des États-Unis. Elle est la fille de Daniel Eugene Bedell (né en 1836 à Brooklyn) et d'Elizabeth Frances Stone (née en 1839 à Dana),.
Adele Frances Bedell étudie à Cooper Union.
Elle s'installe à New York dans les années 1880 et devient une membre active de la communauté artistique de la ville. En 1889, elle fait partie des cinq artistes qui fondent le Woman's Art Club de New York (qui deviendra la National Association of Women Artists) avec Anita C. Ashley, Elizabeth S. Cheever, Edith Mitchill Prellwitz et Grace Fitz-Randolph dans l'atelier de cette dernière sur Washington Square Park à New York le 31 janvier 1889,,,. Cette association vise à promouvoir les femmes artistes et les hisser au même statut d'artiste que les hommes, à une époque où elles sont cantonnées aux arts décoratifs,.
Elle se marie à New York en 1894 avec le révérend Henry Matthias Brown. Ils ont deux fils ensemble, Philip (né en 1895) et Randolph (1898), et continuent de vivre à New York au moins jusqu'au mitan des années 1990,.
Adele Frances Bedell peint principalement des paysages et travaille sur le motif, comme le suggèrent la taille de ses œuvres et leur style impressionniste sommaire. Ses œuvres sont notables du fait qu'elle peint à la fois au recto et au verso de la toile, ou pour inclure autre chose que de la peinture dans ses tableaux, comme une feuille d'arbre au centre de sa toile Landscape with Tree. Celle-ci présente le même paysage en automne d'un côté, et au printemps de l'autre.
Au cours de sa carrière d'artiste, Bedell expose à l'Académie américaine des beaux-arts et à la Pennsylvania Academy of the Fine Arts. Elle participe à de nombreuses expositions collectives, dont l'Exposition universelle de 1893 à Chicago, où elle présente son œuvre White City. Son œuvre a été inclus dans diverses rétrospectives sur la peinture des femmes artistes de la fin du XIXe siècle et du début du XXe siècle,.
Adele Frances Bedell meurt le 24 avril 1957.